# Diurnea fagella
Espèce
Diurnea fagella, la Diurne du hêtre, est une espèce de lépidoptères (papillons) de la famille des Lypusidae.

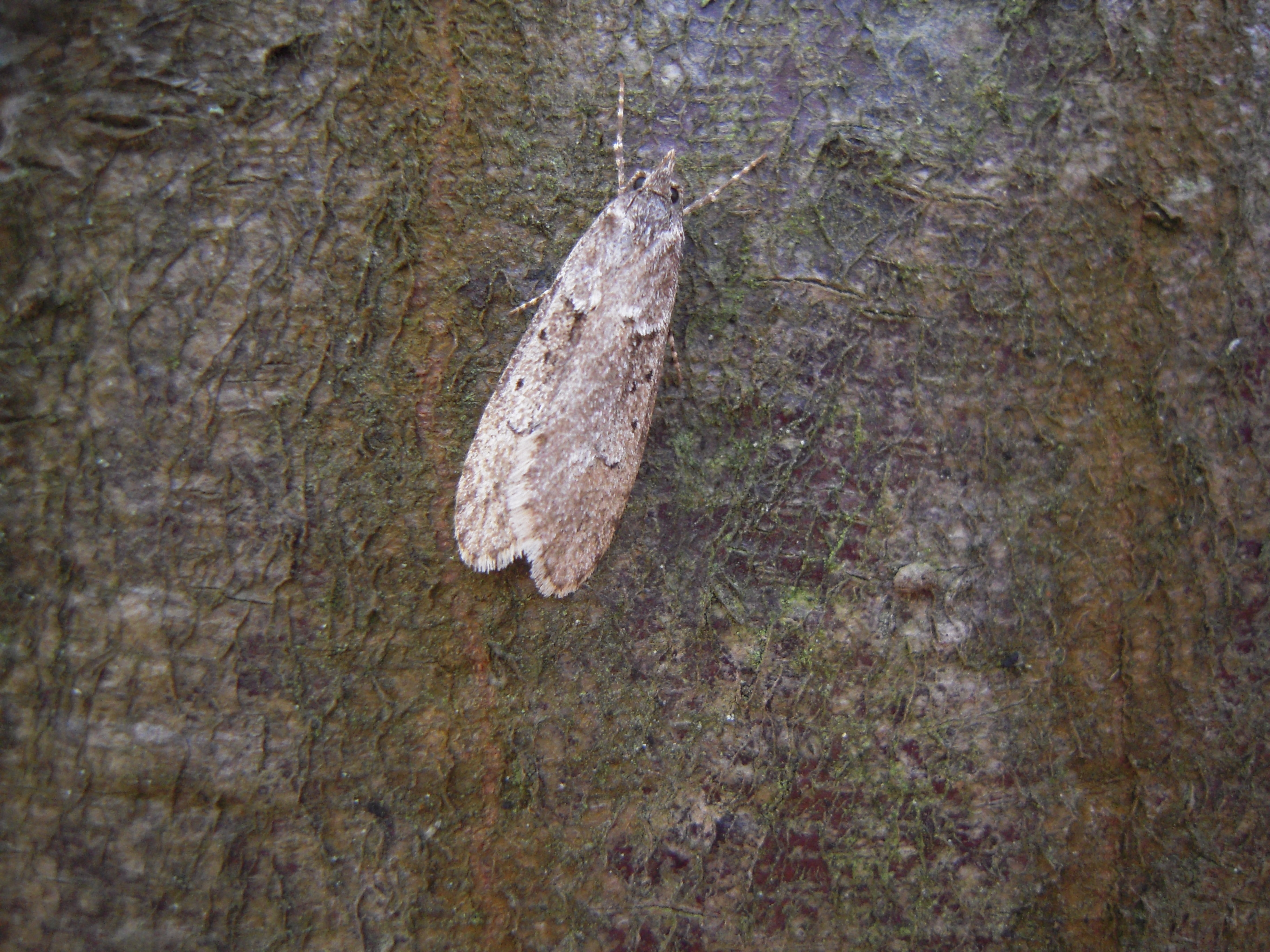
Diurnea fagella sur une écorce de hêtre

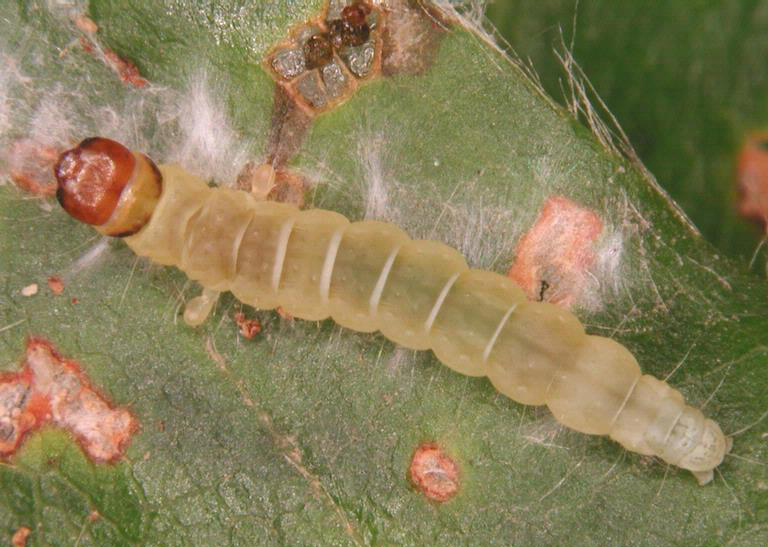
Chenille